# (225270) 2009 SF30
2009 أس أف 30 (ويعرف أيضًا باسم (225270) 2009 أس أف 30 وفق تسمية الكوكب الصغير) (بالإنجليزية: 2009 SF30)‏؛ هو كويكب ضمن حزام الكويكبات.
اكتُشف هذا الجُرم الفلكي بواسطة سبيس واتش في 16 سبتمبر 2009، وترتيبه 225270 من حيث الاكتشاف.

## الوصف
اكتُشف 2252702009SF في 16 سبتمبر 2009 في مرصد قمة كت الوطني، الواقع في صحراء سونورا، أريزونا في الولايات المتحدة، بواسطة مشروع سبايس واتش (مشاهد السماء) التابع لجامعة أريزونا. وقد رصد المشروع 255 مشاهدة للكويكب إلى غاية 14 أبريل 2021 بتوقيت منطقة المحيط الهادئ، أي في مدة قدرها 10,367 يومًا (28.4 عام). تستغرق الفترة المدارية للكويكب 1,230 يومًا (3.4 عام).

## الخصائص المدارية
يتميز مدار هذا الكويكب بنصف محور رئيسي يبلغ 2.25 وحدة فلكية، وحضيض قدره 1.79 وحدة فلكية، وانحراف قدره 0.205 وزاوية ميلان 2.65 درجة بالنسبة لمسار الشمس. بسبب هذه الخصائص، أي نصف المحور الرئيسي بين 2 و3.2 وحدة فلكية وحضيض أكبر من 1,666 وحدة فلكية، يُصنف هذا الجُرم الفلكي وفقًا لقاعدة بيانات مختبر الدفع النفاث لأجرام النظام الشمسي الصغيرة كائنًا من حزام الكويكبات الرئيسي.

## وصلات خارجية
- (225270) 2009 SF30 في قاعدة بيانات مختبر الدفع النفاث لأجرام النظام الشمسي الصغيرة

- الاكتشاف · مخطط المدار ·  العناصر المدارية · المعلمات المادية

- (225270) 2009 SF30 على موقع ويكي سكاي: DSS2, SDSS, GALEX, IRAS, Hydrogen α, X-Ray, Astrophoto, Sky Map, Articles and images